# Дава ФФМ
Дава ФФМ («Dawa FFM») — салафитская организация, базировавшаяся во Франкфурте, Германия, которая была основана в 2008 году.
Самым известным проповедником группы был Абделлатиф Руали, который находился под следствием немецких властей за вербовку салафитских джихадистов.

## Запрет
В июне 2012 года немецкая полиция провела масштабную облаву на квартиры и офисы, связанные с этой группой, а также с другими салафитскими организациями как «Миллату Ибрагим» и «Ди Вахре Религия». После многолетнего расследования организация «Дава ФФМ» была запрещена в марте 2013 года и впоследствии снова подверглась рейдам со стороны полиции. 

## Связанные личности
Среди последователей группы был Арид Ука, виновник теракта в аэропорту Франкфурта в 2011 году. Организацию также связывают с Халилем Д., подозреваемым в организации предотвращенного теракта на велогонке во Франкфурте в мае 2015 года. 

## Примечание
1. ↑  Ruf zum Islam: Die islamistische Gruppierung "Dawa FFM". 3sat (нем.). 19 апреля 2012. Архивировано 8 апреля 2016. Дата обращения: 4 сентября 2024.
2. ↑  Salafist Organization Banned in Germany. Der Spiegel. 14 июня 2012. Архивировано 2 августа 2016. Дата обращения: 4 сентября 2024.
3. ↑  Germany bans 2 ultraconservative Islamic groups. 13 марта 2013. Архивировано из оригинала 20 декабря 2016. Дата обращения: 6 декабря 2016.
4. ↑  Innenminister Friedrich verbietet Salafistenverein. Der Spiegel (нем.). 14 июня 2012. Архивировано 3 сентября 2024. Дата обращения: 4 сентября 2024.
5. ↑  Kontakt mit "Dawa FFM" Mutmaßlicher Radrennen-Attentäter in salafistischer Szene vernetzt. Berliner Zeitung (нем.). 25 января 2016. Архивировано 14 марта 2016. Дата обращения: 4 сентября 2024.